# Hosackia pinnata
Hosackia pinnata är en ärtväxtart som först beskrevs av William Jackson Hooker, och fick sitt nu gällande namn av LeRoy Abrams. Hosackia pinnata ingår i släktet Hosackia och familjen ärtväxter. Inga underarter finns listade i Catalogue of Life.